# 약조제찰비
약조제찰비(約條製札碑)는 부산광역시 남구 대연동 부산광역시립박물관에 있는 비석이다. 1972년 6월 26일 부산광역시의 기념물 제17호로 지정되었다. 조선시대 숙종 9년 통신사로 일본에 갔던 윤지완이 쓰시마섬주와 왜관에서 발생하는 문제에 대해 5개 조항에 달하는 조약을 체결하고 돌아와, 이를 알리기 위해 세운 비다.

## 개요
조선 숙종 9년(1683년) 통신사로 일본에 갔던 윤지완이 쓰시마섬주와 왜관에서 발생하는 문제의 처리를 놓고 5개 조항에 달하는 조약을 체결하고 돌아와, 이를 널리 알리기 위해 세운 비이다.
네모난 받침돌 위에 윗변을 둥글게 다듬은 직사각형의 비몸을 세운 모습이다. 비문의 내용은 첫째로, 출입을 금한 경계 밖으로 넘어 나온 자는 크고 작은 일을 논할 것 없이 사형으로 다스린다. 둘째, 노부세(路浮稅:통행 수수료)를 주고받은 것이 발각되면 준 자와 받은 자를 모두 사형으로 다스린다. 셋째, 시장을 열었을 때 각 방에 몰래 들어가 암거래를 하는 자는 피차 사형으로 다스린다. 넷째, 5일마다 여러 가지 물건을 공급할 때 아전·창고지기·통역 등은 일본인을 붙들어 끌어내어 때리는 일이 없도록 한다. 다섯째로, 피차 범죄인은 왜관 문 밖에서 함께 형을 집행한다. 왜관에 있는 여러 사람은 만약 볼일이 있으면 왜관 사직(司直)의 통행증을 가지고 훈도와 별차가 있는 곳에 왕래할 수 있다 등이다.
1930년대 초량화집는 부산부 청정원 내에 있었으며, 원래 초량 왜관이 있던 용두산 공원에 있었는데 1978년 부산광역시립박물관으로 옮겨 놓았다.
《초량화집》에는 1930년대는 부산부청 정원 내에 있다는 기록이 《부산부사 원고》 2편에 나오며, 1978년 5월 용두산 공원에 위치해 있던 것을 현 위치인 부산박물관으로 옮겼다. 기존 야외에 전시하던 것을 현재는 실내로 옮겨 전시 중에 있다.

## 갤러리
- 1985년 이전.
- 2011년 이전.
- 2015년 이전.

## 참고 자료
- 약조제찰비 - 국가유산청 국가유산포털